# Rivellia tersa
Rivellia tersa är en tvåvingeart som beskrevs av Osamu Namba 1956. Rivellia tersa ingår i släktet Rivellia och familjen bredmunsflugor. Inga underarter finns listade i Catalogue of Life.